# Ostrołódka karpacka

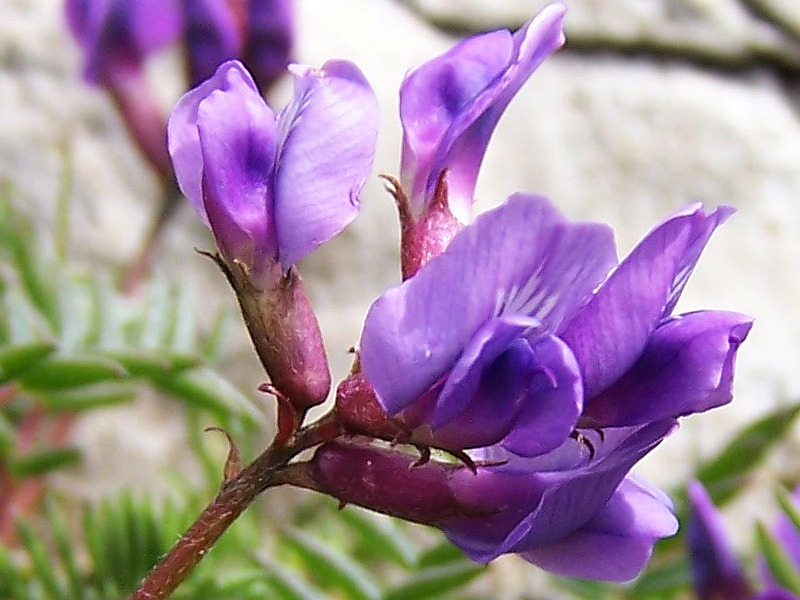

Ostrołódka karpacka (Oxytropis carpatica R. Uechtr.) – gatunek rośliny wieloletniej należący do rodziny bobowatych.

## Zasięg występowania
Endemit karpacki. Występuje w Tatrach, Górach Rodniańskich, Bucegach, Górach Marmaroskich, Fogaraskich. W Polsce wyłącznie w Tatrach Zachodnich i to na niewielkim ich obszarze (głównie masyw Giewontu i Czerwone Wierchy), na nielicznych stanowiskach: Chuda Turnia, Długi Giewont, Dolina Litworowa, Hala Upłaz, Kominy w Dolinie Kościeliskiej, Mały Giewont, Niżnia Świstówka Małołącka, Rzędy Tomanowe, Twardy Upłaz, Wąwóz Kraków, Wielka Turnia, Wrótka. Najwyżej położone z tych stanowisk znajduje się na Twardym Upłazie (2020 m n.p.m.), najniższe w Wąwozie Kraków (1420 m n.p.m.).

## Morfologia
PokrójRoślina luźnokępkowa o wysokości do 15 cm. Cała roślina jest rzadko, przylegająco owłosiona.
ŁodygaBardzo skrócona, tak, że wszystkie liście wyrastają praktycznie w różyczce liściowej. Pod ziemią krótkie kłącze.
LiścieWyłącznie liście różyczkowe. Są nieparzystopierzasto złożone, składają się z 10-13 par zaostrzonych, drobnych listków.
KwiatyZebrane w główkowaty kwiatostan na szczycie nie dłuższej od liści szypułki. Jest w nim 11-15 kwiatów. Kwiaty motylkowe, niebieskofioletowe, o koronie długości 1–1,5 cm. Wyrastają w kątach przysadek nieco tylko dłuższych od szypułki kwiatu. Kielich zrosły, jego rurka jest przylegająco owłosiona i dwukrotnie dłuższa od ząbków.
OwocPodłużnie jajowaty, silnie wydęty strąk. Jest przylegająco owłosiony rzadkimi i krótkimi włoskami. Zawiera 6–10 nasion.

## Biologia i ekologia
Bylina, hemikryptofit. Kwitnie od lipca do sierpnia. Rośnie na skałach i naskalnych murawach, halach, wyłącznie na podłożu wapiennym (kalcyfit). W Tatrach występuje głównie w piętrze kosówki i piętrze hal, z rzadka również w reglu górnym. Najczęściej rośnie na zboczach północnych i zachodnich, niezbyt stromych. Gatunek charakterystyczny dla związku (All.) Seslerion tatrae. Liczba chromosomów 2n = 16.

## Zagrożenia
Według klasyfikacji IUCN z 2001 jest gatunkiem narażonym na wyginięcie w polskich Karpatach (kategoria VU). W polskich Tatrach występuje wyłącznie na obszarze Tatrzańskiego Parku Narodowego i to głównie na obszarze ochrony ścisłej. Z tego też powodu nie jest zagrożony, z wyjątkiem stanowisk znajdujących się bezpośrednio przy szlakach turystycznych na Czerwonych Wierchach. Zaliczony jednak został do gatunków zagrożonych wyginięciem ze względu na niewielki obszar na którym występuje i nieliczne stanowiska. Gatunek umieszczony w Polskiej Czerwonej Księdze Roślin w kategorii VU (narażony). Tę samą kategorię posiada na polskiej czerwonej liście.